# Астероид класса G

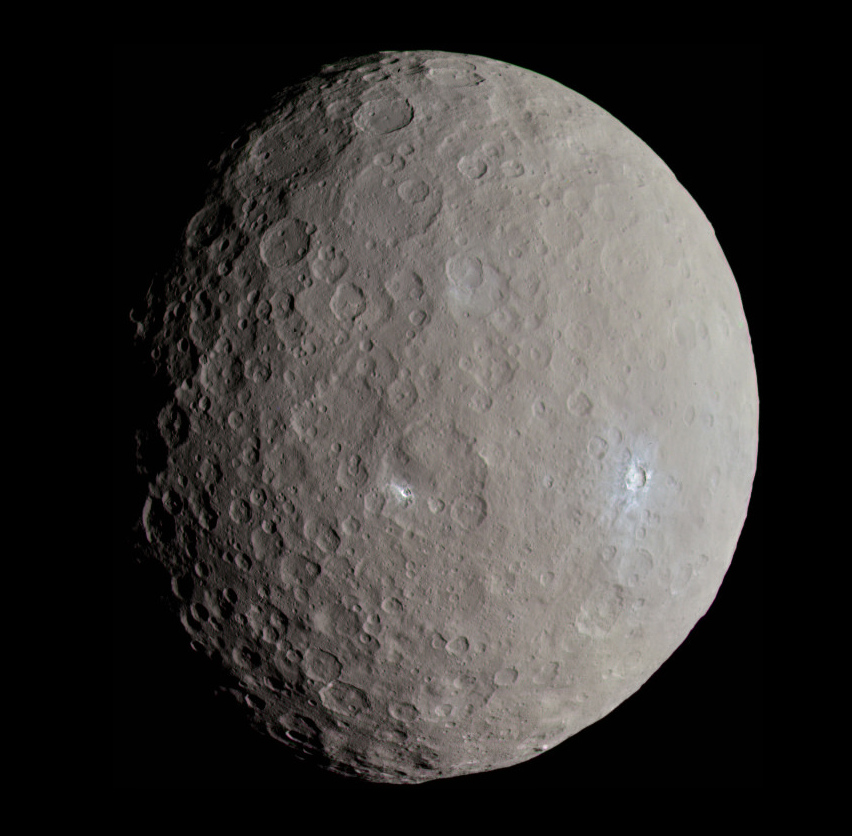
Церера — самый крупный представитель спектрального класса G

Астероиды класса G представляют собой довольно редкий тип углеродных астероидов, которые входят в состав группы углеродных астероидов и в целом по характеристикам близки к классу C. 
У малых планет этого класса низкое альбедо и почти плоский (или бесцветный) в видимом диапазоне спектр отражения, который на коротких длинах волн 0,5 мкм и 0,7 мкм резко спадает, что свидетельствует о сильном ультрафиолетовом поглощении. Поэтому считается, что эти астероиды в основном сложены из низкотемпературных гидратированных силикатов, таких как слюда и глина (которые могут разлагаться или плавиться при температурах 500-1500° С) с примесью углерода или органических соединений, имеющих похожие спектральные характеристики. Астероиды этого класса считаются частично изменёнными (метаморфическими), вследствие столкновений и локальных нагреваний, что не привело к их общему плавлению.
В классификации SMASS этому классу астероидов соответствуют Cgh и Cg классы, в зависимости от наличия или отсутствия поглощения на длине волны 0,7 мкм.
Именно к спектральному классу G принадлежит единственная карликовая планета главного пояса — Церера.